# Серебщина
Сере́бщина (сребщизна) — денежная повинность (налог) в Великом княжестве Литовском в XIV—XVI веках.

## Серебщина как повинность
Впервые налог упоминается в 1387 году. Собирался серебром (серебряными монетами) со всего населения в пользу государства. По привилею Казимира 1447 года, от серебщины освобождались бояре, после чего землевладельцы стали собирать этот налог со своих крестьян самостоятельно и в свою пользу. Единицей налогообложения выступали дым или соха. Постепенно серебщины слилась с другими денежными повинностями крестьян. Размер серебщины не был постоянным. Обычно он составлял порядка 10-40 денег с лана, а огородники платили 3-6 денег со двора.

## Серебщина как чрезвычайный налог
В XV — XVI веках серебщина взималась также в качестве чрезвычайного государственного налога на военные нужды. Размер каждый раз устанавливался отдельно. Изначально сбор налога объявлял великий князь и рада, затем, по мере расширения полномочий, сбор налога стал прерогативой сейма. Выплачивался землевладельцами, государственными крестьянами, непривилегированными местечками, а также городами, владевшими полевыми волоками. Всего известно о более 30 сборах серебщины на военные нужды.